# Vietnam na Letních olympijských hrách 2008
Vietnam se účastnil Letní olympiády 2008 v osmi sportech a zastupovalo jej 13 sportovců (7 mužů a 6 žen). Byla to třináctá účast Vietnamu na LOH.

## Medailisté
| Medaile | Jméno          | Sport    | Disciplína    |
| ------- | -------------- | -------- | ------------- |
| Stříbro | Hoàng Anh Tuấn | Vzpírání | muži do 56 kg |

## Atletika
Muži
| Disciplína | Sportovec         | Rozběhy | Rozběhy | Semifinále  | Semifinále  | Finále      | Finále      |
| Disciplína | Sportovec         | čas     | poz.    | čas         | poz.        | čas         | poz.        |
| ---------- | ----------------- | ------- | ------- | ----------- | ----------- | ----------- | ----------- |
| 800 m      | Nguyễn Đình Cương | 1:52.06 | 7       | Nepostoupil | Nepostoupil | Nepostoupil | Nepostoupil |

Ženy
| Disciplína | Sportovec    | Rozběhy | Rozběhy | Čtvrtfinále | Čtvrtfinále | Semifinále   | Semifinále   | Finále       | Finále       |
| Disciplína | Sportovec    | čas     | poz.    | čas         | poz.        | čas          | poz.         | čas          | poz.         |
| ---------- | ------------ | ------- | ------- | ----------- | ----------- | ------------ | ------------ | ------------ | ------------ |
| 100 m      | Vũ Thị Hương | 11.65   | 3 Q     | 11.70       | 8           | Nepostoupila | Nepostoupila | Nepostoupila | Nepostoupila |

## Badminton
Muži
| Sportovec        | Disciplína   | 1. kolo      | 2. kolo                   | 3. kolo      | Čtvrtfinále  | Semifinále   | Finále       | Finále      |             |
| Sportovec        | Disciplína   | Soupeř Skóre | Soupeř Skóre              | Soupeř Skóre | Soupeř Skóre | Soupeř Skóre | Soupeř Skóre | Rank        |             |
| ---------------- | ------------ | ------------ | ------------------------- | ------------ | ------------ | ------------ | ------------ | ----------- | ----------- |
| Nguyễn Tiến Minh | Dvouhra muži |              | Hsieh 16-21, 21-15, 15-21 | Nepostoupil  | Nepostoupil  | Nepostoupil  | Nepostoupil  | Nepostoupil | Nepostoupil |

Ženy
| Sportovec            | Disciplína   | 1. kolo                 | 2. kolo            | 3. kolo      | Čtvrtfinále  | Semifinále   | Finále       | Finále       |
| Sportovec            | Disciplína   | Soupeř Skóre            | Soupeř Skóre       | Soupeř Skóre | Soupeř Skóre | Soupeř Skóre | Soupeř Skóre | Rank         |
| -------------------- | ------------ | ----------------------- | ------------------ | ------------ | ------------ | ------------ | ------------ | ------------ |
| Lê Ngọc Nguyên Nhung | Dvouhra ženy | Jayasinghe 21-13, 21-12 | Hirose 7-21, 12-21 | Nepostoupila | Nepostoupila | Nepostoupila | Nepostoupila | Nepostoupila |

## Gymnastika

### Sportovní gymnastika
Đỗ Thị Ngân Thương byla první vietnamská gymnastka, která se zúčastnila olympijských her. Při dopingové zkoušce neprošla a proto byla diskvalifikována.
Ženy
| Gymnastka          | Náčiní  | Náčiní  | Náčiní  | Náčiní | Kvalifikace | Kvalifikace | Finále | Finále |
| Gymnastka          | Přeskok | Prostná | Kladina | Bradla | Total       | Rank        | Total  | Rank   |
| ------------------ | ------- | ------- | ------- | ------ | ----------- | ----------- | ------ | ------ |
| Đỗ Thị Ngân Thương | 13.400  | 11.900  | 14.225  | 12,575 | 52.100      | DSQ         | DSQ    | DSQ    |

## Střelba
Muži
| Sportovec         | Disciplína        | Kvalifikace | Kvalifikace | Finále      | Finále      |
| Sportovec         | Disciplína        | Skóre       | Poř.        | Skóre       | Celkem      |
| ----------------- | ----------------- | ----------- | ----------- | ----------- | ----------- |
| Nguyễn Mạnh Tường | Vzduchová na 10 m | 572         | 34          | Nepostoupil | Nepostoupil |
| Nguyễn Mạnh Tường | Pistole na 50 m   | 543         | 38          | Nepostoupil | Nepostoupil |

## Plavání
Muži
| Disciplína | Plavec          | Rozplavba | Rozplavba | Semifinále  | Semifinále  | Finále      | Finále      |
| Disciplína | Plavec          | Čas       | Poř.      | Čas         | Poř.        | Čas         | Poř.        |
| ---------- | --------------- | --------- | --------- | ----------- | ----------- | ----------- | ----------- |
| 100 m prsa | Nguyễn Hữu Việt | 1:06.36   | 56        | Nepostoupil | Nepostoupil | Nepostoupil | Nepostoupil |

## Stolní tenis
Muži
| Sportovec      | Disciplína | Předkolo                         | 1. kolo                                     | 2. kolo                               | 3. kolo         | 4. kolo         | Čtvrtfinále     | Semifinále      | Finále          | Finále      |
| Sportovec      | Disciplína | Soupeř Výsledek                  | Soupeř Výsledek                             | Soupeř Výsledek                       | Soupeř Výsledek | Soupeř Výsledek | Soupeř Výsledek | Soupeř Výsledek | Soupeř Výsledek |             |
| -------------- | ---------- | -------------------------------- | ------------------------------------------- | ------------------------------------- | --------------- | --------------- | --------------- | --------------- | --------------- | ----------- |
| Đoàn Kiến Quốc | Dvouhra    | Zalcberg 11-8, 11-7, 12-10, 11-5 | Legout 10-12, 11-7, 11-6, 6-11, 11-9, 14-12 | Smirnov 3-11, 11-5, 4-11, 12-14, 8-11 | Nepostoupil     | Nepostoupil     | Nepostoupil     | Nepostoupil     | Nepostoupil     | Nepostoupil |

## Taekwondo
Muži
| Nguyễn Văn Hùng | +80 kg | Chukwumerije 1-3 | Nepostoupil | Nepostoupil | Nepostoupil | Nepostoupil | Nepostoupil | Nepostoupil |

Ženy
| Trần Thị Ngọc Trúc  | -49 kg | Tona 5-0       | Puedpong 1-2 | Postoupila do opravného kola | Montejo 0-4  | Nepostoupila |              |              |
| Nguyễn Thị Hoài Thu | -57 kg | Diedhiou\| 0-1 | Nepostoupila | Nepostoupila                 | Nepostoupila | Nepostoupila | Nepostoupila | Nepostoupila |

## Vzpírání
Medaile, kterou získal Hoàng Anh Tuấn, byla teprve druhá z olympijských her a první ze vzpírání.
Muži
| Sportovec      | Disciplína    | Trh      | Trh  | Nadhoz   | Nadhoz | Celkem | Poř.                        |
| Sportovec      | Disciplína    | Výsledek | Poř. | Výsledek | Poř.   | Celkem | Poř.                        |
| -------------- | ------------- | -------- | ---- | -------- | ------ | ------ | --------------------------- |
| Hoàng Anh Tuấn | Muži do 56 kg | 160      | 2    | 130      | 3      | 290    | Stříbrná olympijská medaile |

Ženy
| Sportovec        | Disciplína    | Trh      | Trh  | Nadhoz   | Nadhoz | Celkem | Poř. |
| Sportovec        | Disciplína    | Výsledek | Poř. | Výsledek | Poř.   | Celkem | Poř. |
| ---------------- | ------------- | -------- | ---- | -------- | ------ | ------ | ---- |
| Nguyễn Thị Thiết | Ženy do 63 kg | 125      | 6    | 100      | 7      | 225    | 5    |